# Émile Jadoul
Émile Jadoul, né le 7 janvier 1963 à Avennes (province de Liège), est un illustrateur, auteur de littérature d'enfance et de jeunesse belge.

## Biographie
Émile Jadoul naît le 7 janvier 1963 à Avennes. Après des études à l'École supérieure des arts Saint-Luc de Liège, il commence à publier des albums illustrés aux éditions Casterman et chez Pastel, la branche belge des éditions L'École des loisirs. Il a aussi écrit et illustré quelques albums pour Bayard presse (L'Éléphant Jean-Louis). Il a également collaboré avec les éditions Milan.
Plusieurs de ses livres sont traduits en italien et en castillan. Son album Par la fenêtre est traduit en anglais en 2004 chez Zero to Ten sous le titre Look Out! It's the Wolf !
Ses albums sont souvent conseillés dans les ouvrages scolaires du primaire. Les livres Gros Pipi et Des livres plein la maison sont recommandés depuis 2017 par l'Éducation nationale française pour le Cycle 1.

## Œuvres

### Texte et illustration
- Sous un caillou, Casterman, 1998
- Badaboum, Pastel, 1998
- Amoureux, Casterman, 2000
- Où es-tu, Lune ?, Pastel, 2001
- Par la fenêtre, Casterman, 2002
- Lapin bonsoir, lapin bonjour, Pastel, 2003
- Bonne nuit, ma cocotte, Pastel, 2004
- Juste un petit bout !, Pastel, 2005
- Je compte jusqu'à trois, Pastel, 2005
- Lapin Bisou, Pastel, 2005
- C'est la petite bête[9], Casterman, coll. « À la queue leu-leu », 2006  (ISBN 978-2-203-12342-7)
- Ma maison, Casterman, 2007
- Poule mouillée, Pastel, 2008
- À la douche !, Pastel, 2008  (ISBN 9782211089678)
- C'est ma place, Pastel, 2009
- Abracadabra, Casterman, 2009
- À la folie[10],[11], Casterman, coll. « Queue leu-leu », 2009  (ISBN 978-2-203-01969-0)
- Moi, quand je serai grand…, Casterman, 2010
- Sur ma tête, Pastel, 2010
- Gros Pipi, Pastel, 2010
- Zou, Casterman, coll. « Zip la boum », 2011
- Smack, Casterman, coll. « Zip la boum », 2011
- Aïe, Casterman, coll. « Zip la boum », 2011
- Pas question !, Pastel, 2011
- Câlin express, Pastel, 2011
- Au feu les pompiers, Casterman, 2012
- Toc, toc, toc, Casterman, coll. « Zip la boum », 2012
- Hourra, Casterman, coll. « Zip la boum », 2012
- Aglagla, Casterman, coll. « Zip la boum », 2012
- Les Mains de Papa, Pastel, 2012
- Hiver long, très long (et froid, très froid), Pastel, 2012
- Papa-île, Pastel, 2014
- Pizza, Pastel, 2014
- Gros boudeur, Pastel, 2015
- Grand Lapin, tu es là ?, Pastel, 2015
- Un bisou tout là-haut, Pastel, 2016
- Dans mes bras, Pastel, 2016
- Mon écharpe, Pastel, 2017  (ISBN 9782211232104)
- On fait la taille, Pastel, 2017  (ISBN 9782211230612)
- Une histoire à grosse voix, Pastel, 2018  (ISBN 9782211236324)
- Souffle Marcel !, Pastel, 2018  (ISBN 9782211232524)
- On dit bonjour !, Pastel, 2019  (ISBN 9782211239103)
- 1, 2, 3, sauter ![12], Pastel, 2022  (ISBN 9782211315395)
- Gros pipi[12], L’École des loisirs, coll. « Petit Loulou » , 2022  (ISBN 9782211200257)
- À l'école, Léon ![12], Pastel, 2022  (ISBN 9782211320573)
- Le Grand Lit de Léon, Pastel, 2022  (ISBN 9782211314770)
- On dit merci ![12], Pastel, 2024  (ISBN 9782211334174)
- C'est le petit qui monte, Pastel, 2025  (ISBN 978-2-211-34041-0)

### Illustration
- Nila Palmer, Pas si vite, Marguerite !, Pastel, 1996
- Rascal, Et ta sœur ?, Pastel, 1999
- Rascal, Mon papou, Pastel, 1999
- Rascal, Une cuillère pour…, Pastel, 2000
- Carl Norac, Donne-moi un ours !, Pastel, 2001
- Anne Jolas, Prince et Dragon, Pastel, 2003
- Nemo, Jacques a dit…, Casterman, 2004
- Emmanuelle Eeckhout, Au revoir, papa, Pastel, 2006
- Ludovic Flamant, Des livres plein la maison, Pastel, 2007
- Ludovic Flamant, La Soupe aux miettes, Pastel, 2007
- Ludovic Flamant, On ne joue pas avec la nourriture, Pastel, 2009
- Ludovic Flamant, Tout le monde est prêt ?, Pastel, 2009
- Jean Leroy,  Canaille va chez le docteur, Casterman, 2013
- Jean Leroy, Canaille n’aime pas la soupe, Casterman, 2013
- Jean Leroy, Canaille va à la pêche, Casterman, 2013
- Jean Leroy, Canaille fête son anniversaire, Casterman, 2013
- Carl Norac, Le Petit Ballon de la lune, Pastel, 2013

### Texte
- La Petite Reine[13], illustré par Catherine Pineur, Pastel/L'École des loisirs, 2003  (ISBN 2-211-07128-7)
- À quoi ça sert une maman ?, illustré par Catherine Pineur, Pastel/L'École des loisirs, 2008
- C'est encore loin, Papa ?, illustré par Catherine Pineur, Pastel/L'École des loisirs, 2009
- La Tête à la dispute, illustré par Catherine Pineur, Pastel/L'École des loisirs, 2011  (ISBN 9782211204132)
- Petites graines, illustré par Catherine Pineur, Pastel/L'École des loisirs, 2012  (ISBN 9782211208369)
- Comme un secret, illustré par Catherine Pineur, Pastel/L'École des loisirs, 2013  (ISBN 9782211213981)
- Ça sent bon la maman, illustré par Claude K. Dubois, Pastel/L'École des loisirs, 2013  (ISBN 9782211213851)
- Va, mon Achille !, illustré par Catherine Pineur, Pastel/L'École des loisirs, 2016  (ISBN 9782211226226)

### Bande dessinée

#### Rourke
- 1. La Mort est toujours bonne, Dupuis, coll. « Sulitzer », Marcinelle, novembre 1991
Scénario : Jean Annestay - Dessin : Marvano - Couleurs : Émile Jadoul -  (ISBN 2-8001-1843-1),Adaptation de Paul-Loup Sulitzer.
- 2. Le Bon Dieu ne dort jamais, Dupuis, coll. « Sulitzer », Marcinelle, décembre 1992
Scénario : Marcel Rouffa - Dessin : Marvano - Couleurs : Émile Jadoul -  (ISBN 2800119624)
- 3. Les Trois Concubines, Dupuis, coll. « Sulitzer », Marcinelle, avril 1994
Scénario : Marcel Rouffa - Dessin : Marvano - Couleurs : Émile Jadoul -  (ISBN 2800121041)
- 4. Tigre d'avril, Dupuis, coll. « Sulitzer », Marcinelle, mars 1995
Scénario : Marcel Rouffa - Dessin : Marvano - Couleurs : Émile Jadoul -  (ISBN 2800121890)

## Prix et distinctions
- Prix Libbylit (section belge de l'IBBY) 2012 pour Les Mains de papa[14], qu'il a écrit et illustré ;
- 2014 :  Premio nazionale Nati per Leggere du Salon international du livre (Turin) pour Les Mains de papa[15].

#### Livres
: document utilisé comme source pour la rédaction de cet article.
- Pascale Eben et Karine Magis, Répertoire des auteurs et illustrateurs de livres pour l'enfance et la jeunesse en Wallonie et à Bruxelles, Bruxelles, Wallonie-Bruxelles International, 2014, 192 p., ill. ; 26 cm (ISBN 9782930758008 et 2930758007, OCLC 944278134, lire en ligne), p. 104. .

### Vidéographie
- [vidéo] « Autour de : « C'est le petit qui monte » d'Émile Jadoul », sur YouTube, 9 octobre 2023